# Rina Koike
Rina Koike (小池 里奈?, Koike Rina; Tochigi, 3 settembre 1993) è un'attrice giapponese.
Ha preso parte al live action di Sailor Moon, Bishōjo senshi Sailor Moon, interpretando Sailor Luna e poi numerosi altri dorama in cui ha svolto ruoli di supporto.

## Filmografia
- Kuro no Onna Kyoshi (TBS, 2012, ep6)
- Challenged (NHK, 2009)
- Kamen Rider Kiva (TV Asahi, 2008)
- Kuitan 2 (NTV, 2007)
- 14 sai no haha (NTV, 2006)
- Kaidan Shin Mimibukuro (怪談新耳袋) (TBS, 2006)
- Kuitan (NTV, 2006)
- Doyo Wide Gekijo (TV Asahi, 2005)
- Onna to Ai to Mystery (TV Tokyo, 2005)
- Omiya-san 4 (TV Asahi, 2005)
- Koisuru Nichiyobi (恋する日曜日) (TBS, 2005)
- Bishōjo senshi Sailor Moon (TBS, 2003)